# Jennie Stevens
Pour les articles homonymes, voir Stevens.
Jennie Stevens est une femme politique provinciale canadienne de l'Ontario.

## Politique
Jennie Stevens entame sa carrière politique en représentant le district #1 de Merritton au conseil municipal de St. Catharines durant 15 ans.
Candidate néo-démocrate dans la circonscription de St. Catharines en 2014, elle est défaite par le député sortant de Jim Bradley, député depuis 1977. Elle parvient à prendre sa revanche lors des élections suivantes en 2018.